# Putnam County (Ohio)
 For alternative betydninger, se Putnam County. (Se også artikler, som begynder med Putnam County)
Putnam County er et county i den amerikanske delstat Ohio.  

## Demografi
Ifølge folketællingen fra 2000 boede der 34,726 personer i amtet. Der var 12,200 husstande med 9,308  familier. Befolkningstætheden var 29 personer pr. km². Befolkningens etniske sammensætning var som følger: 96.26% hvide, 0.17% afroamerikanere.
Der var 12,200 husstande, hvoraf 39.20% havde børn under 18 år boende. 64.90% var ægtepar, som boede sammen, 7.40% havde en enlig kvindelig forsøger som beboer, og 23.70% var ikke-familier. 21.30% af alle husstande bestod af enlige, og i 10.50% af tilfældene boede der en person som var 65 år eller ældre.
Gennemsnitsindkomsten for en husstand var $46,426 årligt, mens gennemsnitsindkomsten for en familie var på $52,859 årligt.